# Aston Martin AMR22
Chronologie des modèles (2022)
Aston Martin AMR21 Aston Martin AMR23
L'Aston Martin AMR22 est la monoplace de Formule 1 engagée par l'écurie britannique Aston Martin F1 Team dans le cadre du championnat du monde de Formule 1 2022. Elle est pilotée par les Allemands Sebastian Vettel et Nico Hülkenberg, qui remplace son compatriote malade lors des deux premiers Grand Prix de la saison, et le Canadien Lance Stroll.
L'AMR22 est présentée le 10 février 2022, au siège de l'écurie à Gaydon au Royaume-Uni, avant un essai de déverminage effectué le lendemain sur le circuit de Silverstone,.

## Résultats en championnat du monde de Formule 1
| Saison | Écurie                                | Moteur                                                  | Pneus   | Pilotes          | Courses | Courses | Courses | Courses | Courses | Courses | Courses | Courses | Courses | Courses | Courses | Courses | Courses | Courses | Courses | Courses | Courses | Courses | Courses | Courses | Courses | Courses | Points inscrits | Classement |
| Saison | Écurie                                | Moteur                                                  | Pneus   | Pilotes          | 1       | 2       | 3       | 4       | 5       | 6       | 7       | 8       | 9       | 10      | 11      | 12      | 13      | 14      | 15      | 16      | 17      | 18      | 19      | 20      | 21      | 22      | Points inscrits | Classement |
| ------ | ------------------------------------- | ------------------------------------------------------- | ------- | ---------------- | ------- | ------- | ------- | ------- | ------- | ------- | ------- | ------- | ------- | ------- | ------- | ------- | ------- | ------- | ------- | ------- | ------- | ------- | ------- | ------- | ------- | ------- | --------------- | ---------- |
| 2022   | Aston Martin Aramco Cognizant F1 Team | Mercedes-AMG V6 turbo hybride F1 M13 E Performance 1.6L | Pirelli |                  | BAH     | SAU     | AUS     | EMI     | MIA     | ESP     | MON     | AZE     | CAN     | GBR     | AUT     | FRA     | HON     | BEL     | P-B     | ITA     | SIN     | JAP     | USA     | MEX     | SAO     | ABU     | 55              | 7e         |
| 2022   | Aston Martin Aramco Cognizant F1 Team | Mercedes-AMG V6 turbo hybride F1 M13 E Performance 1.6L | Pirelli | Sebastian Vettel |         |         | Abd.    | 8e      | 17e*    | 11e     | 10e     | 6e      | 12e     | 9e      | 17e     | 11e     | 10e     | 8e      | 14e     | Abd.    | 8e      | 6e      | 8e      | 14e     | 11e     | 10e     | 55              | 7e         |
| 2022   | Aston Martin Aramco Cognizant F1 Team | Mercedes-AMG V6 turbo hybride F1 M13 E Performance 1.6L | Pirelli | Lance Stroll     | 12e     | 13e     | 12e     | 10e     | 10e     | 15e     | 14e     | 16e*    | 10e     | 11e     | 13e     | 10e     | 11e     | 11e     | 10e     | Abd.    | 6e      | 12e     | Abd.    | 15e     | 10e     | 8e      | 55              | 7e         |
| 2022   | Aston Martin Aramco Cognizant F1 Team | Mercedes-AMG V6 turbo hybride F1 M13 E Performance 1.6L | Pirelli | Nico Hülkenberg  | 17e     | 12e     |         |         |         |         |         |         |         |         |         |         |         |         |         |         |         |         |         |         |         |         | 55              | 7e         |

Légende : ici 
- *Le pilote n'a pas terminé la course mais est classé pour avoir parcouru 90% de la distance.